# Колоски (Джанкойский район)
Колоски́ (до 1945 года Шоло́м-Але́йхем; укр. Колоски, крымскотат. Koloski, Колоски) — село в Джанкойском районе Республики Крым, входит в состав Целинного сельского поселения (согласно административно-территориальному делению Украины — Целинного сельского совета Автономной Республики Крым).

## Население
| 2001 | 2014 |
| ---- | ---- |
| 502  | ↘327 |

Всеукраинская перепись 2001 года показала следующее распределение по носителям языка
| Язык             | Процент |
| ---------------- | ------- |
| русский          | 78.29   |
| крымскотатарский | 8.96    |
| украинский       | 8.57    |

### Динамика численности
| - 1915 год — 23/55 чел. - 1926 год — 27 чел. - 1989 год — 528 чел. | - 2001 год — 502 чел. - 2009 год — 450 чел. - 2014 год — 327 чел. |

## Современное состояние
На 2017 год в Колосках числится 3 улицы; на 2009 год, по данным сельсовета, село занимало площадь 161 гектар на которой, в 125 дворах, проживало 450 человек. В селе действуют сельский клуб, библиотека

## География
Колоски — село на северо-западе района, в степном Крыму, на берегу основного русла Северо-Крымского канала, высота центра села над уровнем моря — 13 м. Соседние сёла: Выпасное в 4,5 километрах на запад, Целинное в 4 километрах на северо-запад и Солонцовое в 2,5 километрах на северо-восток. Расстояние до райцентра — около 28 километров (по шоссе), ближайшая железнодорожная станция — Пахаревка (на линии Джанкой — Армянск) — примерно 13 километров. Транспортное сообщение осуществляется по региональной автодороге 35Н-293 Воинка — Джанкой (по украинской классификации — С-0-10722).

## История
Судя по карте 1926 года, селение было создано на месте хутора Карач (Балашевых) Богемской волости Перекопского уезда в котором, согласно Статистическому справочнику Таврической губернии. Ч.II-я. Статистический очерк, выпуск пятый Перекопский уезд, 1915 год, числилось 3 двора с русским населением в количестве 23 человек приписных жителей и 55 «посторонних». После установления в Крыму Советской власти, по постановлению Крымревкома от 8 января 1921 года № 206 «Об изменении административных границ» была упразднена волостная система и в составе Джанкойского уезда был создан Джанкойский район. В 1922 году уезды преобразовали в округа. 11 октября 1923 года, согласно постановлению ВЦИК, в административное деление Крымской АССР были внесены изменения, в результате которых округа были ликвидированы, основной административной единицей стал Джанкойский район и село включили в его состав. Согласно Списку населённых пунктов Крымской АССР по Всесоюзной переписи 17 декабря 1926 года, на хуторе Карач-Барач (бывший Балашева), Караджинского сельсовета Джанкойского района, числилось 5 дворов, население составляло 27 человек, из них 24 русских, 1 немец, 2 записаны в графе «прочие».
Еврейский переселенческий участок № 21, был основан на территории Джанкойского района во второй половине 1920-х годов. К 1935 году уже носил название Шолом-Алейхем и был центром сельсовета, в селе был создан колхоз Путь к социализму. На подробной карте РККА северного Крыма 1941 года в 21 участке отмечено 60 дворов. Вскоре после начала отечественной войны часть еврейского населения Крыма была эвакуирована, из оставшихся под оккупацией — большинство расстреляны.
В 1944 году, после освобождения Крыма от фашистов, 12 августа 1944 года было принято постановление № ГОКО-6372с «О переселении колхозников в районы Крыма» и в сентябре 1944 года в район приехали первые новоселы (27 семей) из Каменец-Подольской и Киевской областей, а в начале 1950-х годов последовала вторая волна переселенцев из различных областей Украины. Указом Президиума Верховного Совета РСФСР от 21 августа 1945 года Шолом-Алейхем был переименован в Колоски и Шолом-Алейхемский сельсовет — в Колосковский. С 25 июня 1946 года Колоски в составе Крымской области РСФСР, а 26 апреля 1954 года Крымская область была передана из состава РСФСР в состав УССР. Время упразднения сельсовета и включения в Целинный пока не установлено: на 15 июня 1960 года село уже числилось в его составе. По данным переписи 1989 года в селе проживало 528 человек. С 12 февраля 1991 года село в восстановленной Крымской АССР, 26 февраля 1992 года переименованной в Автономную Республику Крым. С 21 марта 2014 года — в составе Республики Крым России.